# Ты кинула
Ты кинула — второй студийный альбом группы «Ляпис Трубецкой», который был выпущен в конце января 1998 года. Данный релиз стал первым альбомом «Ляписов», выпущенным на территории Российской Федерации, а также первым их альбомом, выпущенным на CD.

## История альбома
Большинство композиций данного альбома были написаны в первой половине 1990-х годов, часть из этих песен была впервые выпущена на альбоме Ранетое сердце 1996 года. Для альбома Ты кинула все композиции были перезаписаны. Композиции «Ау», «Абы Чо», «Метелица», «Паренёк под следствием» впервые были исполнены «Ляписами» на концертах ещё в 1993—1994 гг. Работа над альбомом Ты кинула началась в конце 1996 года, весь материал был готов к осени 1997 года, однако релиз пластинки состоялся в феврале 1998 года. К тому времени уже был готов клип на композицию «Ау», на базе кадров из которого обложка альбома и была оформлена. К альбому также прилагался комикс, в котором была проиллюстрирована трагическая история, основанная на тексте песни «Ты кинула». Оформили альбом А. Терехов и М. Тыминько, комикс нарисовал В. Почицкий (на диске указано — Пачицкий). Идея комикса принадлежит Е. Колмыкову.
Первоначальное название альбома — Лечу в Москву.
Существует две версии альбома — «лицензионная» (с 4-страничным вкладышем) и «фирменная» (с 8-страничным буклетом, тираж был отпечатан в Швеции на заводе DCM). Выпуск «упрощённого» варианта начался в связи с окончанием тиражирования «дорогого» шведского издания (причина — финансовый кризис в августе 1998).
Александр Ролов покинул группу летом 1997, однако осенью того же года у «Ляписов» появился новый участник — 25-летний Павел Булатников, экс-вокалист минского дуэта «Лицей» (не путать с одноимённой российской поп-группой). Его можно увидеть на задней стороне обложки альбома — именно Булатников на тот период времени был самым длинноволосым участником группы (в момент выхода Ты кинула Павел состриг половину длины своих волос). Интересно, что на концертах композицию «Почему любовь уходит» с 1997 года исполнял именно Павел.
Альбом добился огромной популярности у жителей СНГ, а композиции «Ау», «В платье белом», «Ты кинула» и «Евпатория» находились в активной ротации на радиостанциях.
В период работы над альбомом были записаны композиции «За полчаса до весны» и «Лечу в Москву», также началась работа над композицией «Берёзки».

## Список композиций
| №   | Название                  | Длительность |
| --- | ------------------------- | ------------ |
| 1.  | «Ау»                      | 3:54         |
| 2.  | «Ранетое сердце (абы чо)» | 5:46         |
| 3.  | «Ты кинула»               | 3:57         |
| 4.  | «Пастушок»                | 4:38         |
| 5.  | «Эта девочка»             | 4:30         |
| 6.  | «Паренёк под следствием»  | 4:10         |
| 7.  | «В платье белом»          | 4:58         |
| 8.  | «Евпатория»               | 5:53         |
| 9.  | «Метелица»                | 4:30         |
| 10. | «Облака»                  | 4:58         |
| 11. | «Почему любовь уходит»    | 5:28         |

## Участники записи
- Сергей Михалок — вокал, аккордеон
- Руслан Владыко — гитары, клавишные
- Александр Ролов — вокал (трек 4), акустическая гитара
- Валерий Башков — бас-гитара (треки 1, 2)
- Дмитрий Свиридович — бас-гитара
- Павел Кузюкович — валторна
- Георгий Дрындин — труба
- Алексей Любавин — ударные, перкуссия

Над альбомом также работали:
- Язнур — продюсирование, сведение, мастеринг
- Андрей Пащенков — сведение
- Олег Воронов - звукорежиссер (студия Меццо-форте г.Минск)